# Dabney Coleman
Dabney Wharton Coleman (Austin, 3 de janeiro de 1932 – Santa Mônica, 16 de maio de 2024) foi um ator norte-americano. Recebeu seis indicações ao Emmy, das quais venceu uma. Foi também agraciado com um Globo de Ouro e nomeado outras duas vezes ao mesmo evento.

## Morte
Coleman morreu em 16 de maio de 2024, aos 92 anos, em Santa Mônica.

## Filmografia
- The Slender Thread (1965)
- This Property Is Condemned (1966)
- The Scalphunters (1968)
- The Trouble with Girls (1969)
- Downhill Racer (1969)
- I Love My Wife (1970)
- The Brotherhood of the Bell (1970)
- Cinderella Liberty (1973)
- The Dove (1974)
- The Towering Inferno (1974)
- Black Fist (1975)
- Bite the Bullet (1975)
- The Other Side of the Mountain (1975)
- Midway (1976)
- Viva Knievel! (1977)
- Rolling Thunder (1977)
- North Dallas Forty (1979)
- Pray TV (1980)
- Nothing Personal (1980)
- How to Beat the High Co$t of Living (1980)
- Melvin and Howard (1980)
- Nine to Five (1980)
- On Golden Pond (1981)
- Modern Problems (1981)
- Young Doctors in Love (1982)
- Tootsie (1982)
- WarGames (1983)
- The Muppets Take Manhattan (1984)
- Cloak & Dagger (1984)
- The Man with One Red Shoe (1985)
- Dragnet (1987)
- Sworn to Silence (1987)
- Hot to Trot (1988)
- Where the Heart Is (1990)
- Short Time (1990)
- Drexell's Class (TV) (1991)
- Meet the Applegates (1991)
- There Goes the Neighborhood (1992)
- Amos & Andrew (1993)
- The Beverly Hillbillies (1993)
- Judicial Consent (1994)
- Clifford (1994)
- Un amour de sorcière (1997)
- Exiled: A Law & Order Movie (1998)
- You've Got Mail (1998)
- My Date with the President's Daughter (1998)
- Taken (1999)
- Giving It Up (1999)
- Inspector Gadget (1999)
- Stuart Little (1999)
- Recess: School's Out (2001)
- The Guardian (TV) (2001)
- The Climb (2002)
- Moonlight Mile (2002)
- Where the Red Fern Grows (2003)
- Domino (2005)
- Hard Four (2007)